# Natação artística nos Jogos Olímpicos de Verão de 2024
As competições de natação artística (anteriormente conhecida como "nado sincronizado") nos Jogos Olímpicos de Verão de 2024 em Paris, na França, aconteceram entre 5 e 10 de agosto no Centro Aquático de Paris. Ao contrário da edição anterior, o número de nadadoras competindo nos dois eventos nesses Jogos foi reduzido de 104 para 96.
Diversas mudanças significativas foram instituídas no programa de natação artística para Paris 2024 para reforçar a igualdade de gênero e grande diversidade entre os Comitês Olímpicos Nacionais (CON) no processo de qualificação. Em 7 de outubro de 2022, a World Aquatics aprovou com quase 99% dos votos alterações nas regras da natação artística entre 2022 e 2025, definindo que a composição de uma equipe seria de no máximo oito membros e um número máximo de dois homens na equipe. Esta foi a primeira vez em que homens puderam participar no evento por equipes, mas nenhum foi selecionado para competir em Paris.

## Qualificação
Para o evento por equipes, o CON mais bem classificado em cada um dos cinco encontros continentais, exceto para a nação sede, França (representando a Europa), obteve uma vaga de cota, enquanto os CONs restantes competiram pelas cinco vagas disponíveis no Campeonato Mundial de Esportes Aquáticos de 2024. Para os duetos, o CON mais bem classificado de cada um dos cinco encontros continentais que não possuíssem uma equipe qualificada garantiu uma vaga, com os CONs restantes disputando as três vagas remanescentes até o Mundial de 2024. Todos os dez CONs elegíveis para competir no evento por equipes devem selecionar dois membros para formar um dueto.

## Calendário
As disputas da natação artística foram disputadas ao longo de cinco dias, começando com a rotina técnica da competição por equipes em 5 de agosto e se encerrando com a rotina livre dos duetos em 10 de agosto de 2024.
| RT | Rotina técnica | RL | Rotina livre | RA | Rotina acrobática |

| DataEvento | Seg 5 ago | Ter 6 ago | Qua 7 ago | Qui 8 ago | Sex 9 ago | Sáb 10 ago |
| ---------- | --------- | --------- | --------- | --------- | --------- | ---------- |
| Dueto      |           |           |           |           | RT        | RL         |
| Equipes    | RT        | RL        | RA        |           |           |            |

## Nações participantes
Ao todo, 18 CONs enviaram suas nadadoras artísticas qualificadas. Entre parênteses encontra-se representada a quantidade de competidoras.
- AUS Austrália (8)
- AUT Áustria (2)
- CAN Canadá (8)
- CHN China (8)
- KOR Coreia do Sul (2)
- EGY Egito (8)
- ESP Espanha (8)
- USA Estados Unidos (8)
- FRA França (8)
- GBR Grã-Bretanha (2)
- GRE Grécia (2)
- ITA Itália (8)
- ISR Israel (2)
- JPN Japão (8)
- MEX México (8)
- NZL Nova Zelândia (2)
- NED Países Baixos (2)
- UKR Ucrânia (2)

## Medalhistas
| Evento           | Ouro                                                                                                | Prata | Bronze |
| ---------------- | --------------------------------------------------------------------------------------------------- | --- | --- |
| Dueto detalhes   | Wang Liuyi Wang Qianyi CHN China                                                                    | Kate Shortman Isabelle Thorpe GBR Grã-Bretanha                                                                                   | Bregje de Brouwer Noortje de Brouwer NED Países Baixos                                                                             |
| Equipes detalhes | Chang Hao Feng Yu Wang Ciyue Wang Liuyi Wang Qianyi Xiang Binxuan Xiao Yanning Zhang Yayi CHN China | Anita Alvarez Jaime Czarkowski Megumi Field Keana Hunter Audrey Kwon Jacklyn Luu Daniella Ramirez Ruby Remati USA Estados Unidos | Txell Ferré Marina García Polo Lilou Lluís Valette Meritxell Mas Alisa Ozhogina Paula Ramírez Iris Tió Blanca Toledano ESP Espanha |

## Quadro de medalhas
| Ordem | País               | Medalha de ouro | Medalha de prata | Medalha de bronze |   | Ordem por total |
| ----- | ------------------ | --------------- | ---------------- | ----------------- | - | --------------- |
| 1     | CHN China          | 2               |                  |                   | 2 | 1               |
| 2     | GBR Grã-Bretanha   |                 | 1                |                   | 1 | 2               |
|       | USA Estados Unidos |                 | 1                |                   | 1 | 2               |
| 4     | ESP Espanha        |                 |                  | 1                 | 1 | 2               |
|       | NED Países Baixos  |                 |                  | 1                 | 1 | 2               |
| TOTAL | TOTAL              | 2               | 2                | 2                 | 6 | —               |